# Riemenschnecken
Die Riemenschnecken (Helicodontidae) sind eine Familie aus der Unterordnung der Landlungenschnecken (Stylommatophora). Die Familie beinhaltet etwa 16 Arten.

## Merkmale
Die Gehäuse sind dickscheibenförmig, flachscheibenförmig bis flachkonisch. Der Gehäusedurchmesser der erwachsenen Tiere reicht bis knapp 20 mm. Der Nabel ist eng bis mäßig weit und immer unverschlossen. Die Umgänge sind konvex gerundet oder gekielt. Der Mundsaum ist mehr oder weniger deutlich umgeschlagen und kann gelippt sein oder auch zu Zähnen ausgezogen sein. Bei der Gehäusefarbe herrschen braune Farbtöne vor. Die Ornamentierung beschränkt sich auf mehr oder weniger deutlich ausgeprägte Anwachsstreifen. Bei manchen Arten sitzen auf der Oberfläche der Gehäuse lange Haare. Die Tiere verschließen ihr Gehäuse in sommerlichen Ruhephasen und/oder in der Winterpause mit einem kalkigen Epiphragma.

## Vorkommen, Lebensweise und Verbreitung
Die Arten der Familie leben unter Bodenstreu und Totholz in Wäldern, unter Steinen, zwischen Felsen und Felsgeröll. Sie leben je nach Art von Pilzen, Detritus und auch frischen Pflanzen. Der Verbreitungsschwerpunkt ist das östliche Mediterrangebiet, die südliche Balkanhalbinsel und Kleinasien. Einige Arten sind auch in den Süd- und Westalpen verbreitet. Nur eine Art dringt bis Mitteleuropa und Südengland vor (wahrscheinlich Reliktvorkommen).

## Systematik
Die Familie der Helicodontidae wird von manchen Autoren noch als Unterfamilie der Laubschnecken (Hygromiidae) behandelt. In neueren Arbeiten wird sie jedoch als eigenständige Familie innerhalb der Helicoidea aufgefasst. Die Fauna Europaea und Bouchet und Rocroi nehmen sogar eine Unterteilung der Riemenschnecken in zwei Unterfamilien, Helicodontinae und Lindholmiolinae Schileyko, 1978 vor. 
- Riemenschnecken (Helicodontidae Kobelt, 1904)
  - Helicodontinae Kobelt, 1904
    - Gattung Atenia Gittenberger, 1968
    - Gattung Darderia Altaba, 2006
    - Gattung Drepanostoma Porro, 1836
    - Gattung Falkneria H. Nordsieck, 1989
    - Gattung Helicodonta Férussac, 1821
      - Riemenschnecke (Helicodonta obvoluta)

  - Unterfamilie Lindholmiolinae Schileyko, 1978
    - Gattung Lindholmiola Hesse, 1931
      - Küssende Inselschnecke (Lindholmiola lens)